# Werewolves on Wheels
Werewolves on Wheels es una película estadounidense de explotación y terror de 1971 dirigida por Michel Levesque y protagonizada por Stephen Oliver, Donna Anderson y Deuce Barry.

## Sinopsis
La historia narra las aventuras de una banda de moteros californianos, los Devil's Advocates, que atraviesan a toda velocidad una árida autopista en un viaje lleno de drogas con fines desconocidos. Perdidos, se detienen a pasar la noche en los terrenos de una supuesta iglesia que esconde oscuros secretos.

## Reparto
- Stephen Oliver es Adam
- Donna Anderson es Helen
- Deuce Barry es Tarot
- William Gray es Pill
- Gray Johnson es Movie
- Barry McGuire es Scarf
- Owen Orr es Mouse
- Anna Lynn Brown es Shirley
- Severn Darden es One